# Phyllonorycter trojana
Espèce
Phyllonorycter trojana est une espèce de lépidoptères (papillons) de la famille des Gracillariidae et qui se rencontre en Europe.

## Répartition
On trouve Phyllonorycter trojana au Monténégro, en Macédoine du Nord et en Grèce.

## Écologie
Les chenilles consomment les plantes de l'espèce Quercus trojana. Elles minent les feuilles de leur plante hôte. Elles créent une petite mine tentiforme à la surface inférieure avec un pli puissant. Le toit est complètement dévoré la plupart du temps. Le cocon est dans la mine et les excréments sont dispersés autour de lui dans une forme de fer à cheval.